# Taťjana Gerasimovová
Taťjana Jurjevna Gerasimovová (rusky Татьяна Юрьевна Герасимова; narozená 9. dubna 1981, Moskva, Sovětský svaz), je ruská novinářka, televizní moderátorka a zpěvačka.

## Životopis

### Vzdělání
Narodila se roku 1981 v sovětském hlavním městě Moskvě v rodině novináře. Dětství strávila v Africe, kde začala chodit do základní školy. Dokončila středoškolské vzdělání v Moskvě. Po maturitě pokračovala ve studiu na Sociologické fakultě Moskevské státní pedagogické univerzity (MGPU), ale nedokončila ji.

### Kariéra
V roce 1999 prošla konkurzem pro popový projekt ruského hudebního producenta Igora Matvijenka (Игор Матвиенко) a byla vybrána jako jedna ze čtyř členek dívčí skupiny „Děvočki“ (rusky Девочки). Na podzim 2003 roku tato skupina přerušila svou činnost. Popularitu si však získala Taťjana Gerasimovová díky tomu, že od února 2005 roku moderuje pořad „Armádní obchod“ (rusky Армейский магазин) na Prvním kanálu (Pervyj kanal, Channel One) ruské státní televize. V roce 2009 poprvé pózovala pro Playboy.

## Osobní život
Je svobodná.